# Mârouf, savetier du Caire (film)
Pour l'opéra-comique, voir Mârouf, savetier du Caire.
Pour plus de détails, voir Fiche technique et Distribution.
Mârouf, savetier du Caire est un film marocain réalisé par Jean Mauran, sorti en 1947.

## Fiche technique
- Titre : Mârouf, savetier du Caire
- Réalisation : Jean Mauran
- Pays :  Maroc
- Dates de sortie : 
  -  France : 1947 (Festival de Cannes)

## Distribution
- Tawfik Filali
- Mohamed Touri
- Leila Wehby

## Distinctions
Le film a été présenté en sélection officielle en compétition au Festival de Cannes 1947.